# NGC 3289
NGC 3289 (również PGC 31253) – galaktyka spiralna z poprzeczką (SB0-a), znajdująca się w gwiazdozbiorze Pompy. Odkrył ją John Herschel 20 kwietnia 1835 roku.